# 벤구리온 공항
벤구리온 공항(히브리어: נמל התעופה בן-גוריון Nemal HaTe'ūfa Ben Gurion)은 이스라엘 중부 구 로드에 위치한 국제공항으로, 엘알 이스라엘 항공이 허브 공항에 속한다. 1936년 리다 공항으로 처음 개항하여 1948년부터 1973년까지 공항이 위치한 로드의 이름을 따 로드 공항으로 불리다가 이후 이스라엘 초대 수상인 다비드 벤구리온의 이름을 따 현재의 명칭으로 변경하였다.

## 개요
텔아비브에서 15km 떨어진 로드 시 가까이에 자리잡고 있으며, 히브리어로 나트바그(영어: Natbag)라고도 불린다. 이스라엘에서 가장 규모가 크고 붐비는 공항으로 이스라엘 공항 공사(영어: Israel Airports Authority)가 운영을 맡고 있다. 2007년 한해 동안 국내외를 합하여 약 1,050만 명의 승객이 오고 갔으며 약 8만 5,000편의 비행기가 착륙하였다. 2007년 현재 국제선은 3 터미널, 국내선은 1 터미널을 사용한다. 활주로는 상업용, 개인용, 군용 등 3개가 있으며 길이는 1,780m, 3,657m, 3,112m 규모이다. 부근에 예루살렘에서 텔아비브 간 1번과 40번 고속도로가 인접해 있으며 버스와 철도, 자동차, 택시도 이용하기 쉽다. 공항 치안을 경찰과 이스라엘 군대가 담당하고 있어 세계에서 가장 안전한 공항 중 하나로 손꼽히고 있다.

## 운항 노선

### 국제선
| 항공사               | 목적지 |
| -------------------- | --- |
| 엘알 이스라엘 항공   | 뉴어크, 뉴욕(JFK), 니스, 도쿄(나리타), 두바이, 라르나카, 런던(루턴), 런던(히드로), 로마(레오나르도 다 빈치), 로스앤젤레스, 리스본, 마드리드, 마르세유, 마이애미, 모스크바(도모데도보), 밀라노(말펜사), 바르셀로나, 방콕(수완나품), 베를린, 보스턴, 부다페스트, 부쿠레슈티, 빈, 소피아, 암스테르담, 아테네, 취리히, 테살로니키, 파리(샤를 드 골), 포트로더레일, 푸켓, 프라하, 프랑크푸르트 |
| 아키아 이스라엘 항공 | 뉴욕(JFK), 두바이, 라르나카, 로마(레오나르도 다 빈치), 마드리드, 밀라노(말펜사), 바르셀로나, 베오그라드, 부다페스트, 부쿠레슈티, 빈, 아테네, 암스테르담, 트빌리시, 파리(샤를 드 골), 파포스, 프라하 계절편: 바투미 |
| 이스라에어 항공      | 두바이, 데브레첸, 라르나카, 런던(루턴), 로마(레오나르도 다 빈치), 리스본, 뮌헨, 바르나, 바르샤바, 바젤/뮐루즈, 바쿠, 바투미, 베르가모, 베를린, 부다페스트, 빌뉴스, 아테네, 키시너우, 트빌리시, 프라하 계절편: 그르노블, 말라가, 베로나, 슈투르가르트, 잘츠부르크, 카타니아, 티라니아, 파포스                                                                                              |
| 대한항공             | 서울(인천) |
| 하이난 항공          | 선전 |
| 캐세이퍼시픽 항공    | 홍콩(첵랍콕) |
| 에어 인디아          | 델리 |
| 에미레이트 항공      | 두바이 |
| 에티하드 항공        | 아부다비 |
| 플라이두바이         | 두바이 |
| 플라이원 아르메니아  | 예레반 |
| 아제르바이잔 항공    | 바쿠 |
| 우즈베키스탄 항공    | 타슈켄트, 사마르칸드 |
| 센트룸 에어          | 타슈켄트 |
| 카놋샤크             | 타슈켄트, 사마르칸드 |
| 조지아 항공          | 트빌리시 |
| 에어 세이셸          | 마헤 |
| 에티오피아 항공      | 아디스아바바 |
| 영국항공             | 런던(히드로) |
| 버진 애틀랜틱        | 런던(히드로) |
| 이지젯               | 런던(루턴), 니스, 밀라노(말펜사), 바젤/뮐루즈, 베를린, 암스테르담, 제네바 |
| 에어 프랑스          | 파리(샤를 드 골) |
| 루프트한자           | 뮌헨, 프랑크푸르트 |
| 유로윙스             | 뒤셀도르프, 함부르크 |
| KLM                  | 암스테르담 |
| 트랜스아비아         | 파리(오를리) |
| 브뤼셀 항공          | 브뤼셀 |
| 스위스 국제항공      | 취리히 |
| 오스트리아 항공      | 빈 |
| 에게 항공            | 아테네, 라르나카, 테살로니키 |
| 블루버드 항공        | 아테네, 라르나카, 바르셀로나, 부다페스트, 빈, 소피아, 파포스, 프라하 계절편: 팔레르모 |
| 이베리아 익스프레스  | 마드리드 |
| 부엘링 항공          | 바르셀로나 |
| 에어 유로파          | 마드리드 |
| ITA 항공             | 로마(레오나르도 다 빈치) |
| TUS 항공             | 라르나카, 나폴리, 소피아, 빈 |
| 콘랜던 항공          | 전세편: 로바니에미 |
| 에어발틱             | 리가 |
| 레드윙스 항공        | 모스크바(도모데도보), 모스크바(주코브스키), 소치 |
| 아지무스 항공        | 소치 |
| TAROM                | 부쿠레슈티 |
| 플라이원             | 키시너우 |
| 하이스카이           | 키시너우, 부쿠레슈티 |
| 불가리아 항공        | 소피아 |
| 스마트윙스           | 프라하 |
| 크로아티아 항공      | 계절편: 자그레브 |
| LOT 폴란드 항공      | 바르샤바 |
| 델타 항공            | 뉴욕(JFK) |
| 아메리칸 항공        | 뉴욕(JFK) |
| 유나이티드 항공      | 뉴어크 |
| 에어 캐나다          | 몬트리올(트뤼도), 토론토(피어슨) |

### 국내선
| 항공사               | 목적지   |
| -------------------- | -------- |
| 아키아 이스라엘 항공 | 에이라트 |
| 이스라에어 항공      | 에이라트 |

### 화물 노선
| 항공사            | 목적지                               |
| ----------------- | ------------------------------------ |
| EI AI 카고        | 리에주, 뉴욕(JFK)                    |
| CAL 화물항공      | 암스테르담, 라르나카, 리에주         |
| 대한항공 카고     | 프랑크푸르트, 서울(인천), 나보이, 빈 |
| 로얄 요르단 항공  | 암만(퀸 알리아)                      |
| 터키 항공 카고    | 이스탄불(아타튀르크)                 |
| DHL               | 밀라노(오리오알셰리오)               |
| 스위스 카고       | 취리히                               |
| 페덱스 익스프레스 | 파리(샤를 드 골)                     |
| UPS 항공          |                                      |

## 연계 교통

### 도로 교통
- 자동차
- 택시
- 버스
- 고속도로

### 철도 교통
- 옐로우 라인 노선으로 벤구리온 공항역이 있으며 향후 텔아비브에서 예루살렘까지 예루살렘 고속철도가 2017년에 개통될 예정이다.

## 같이 보기
- 하이파 공항

## 사진

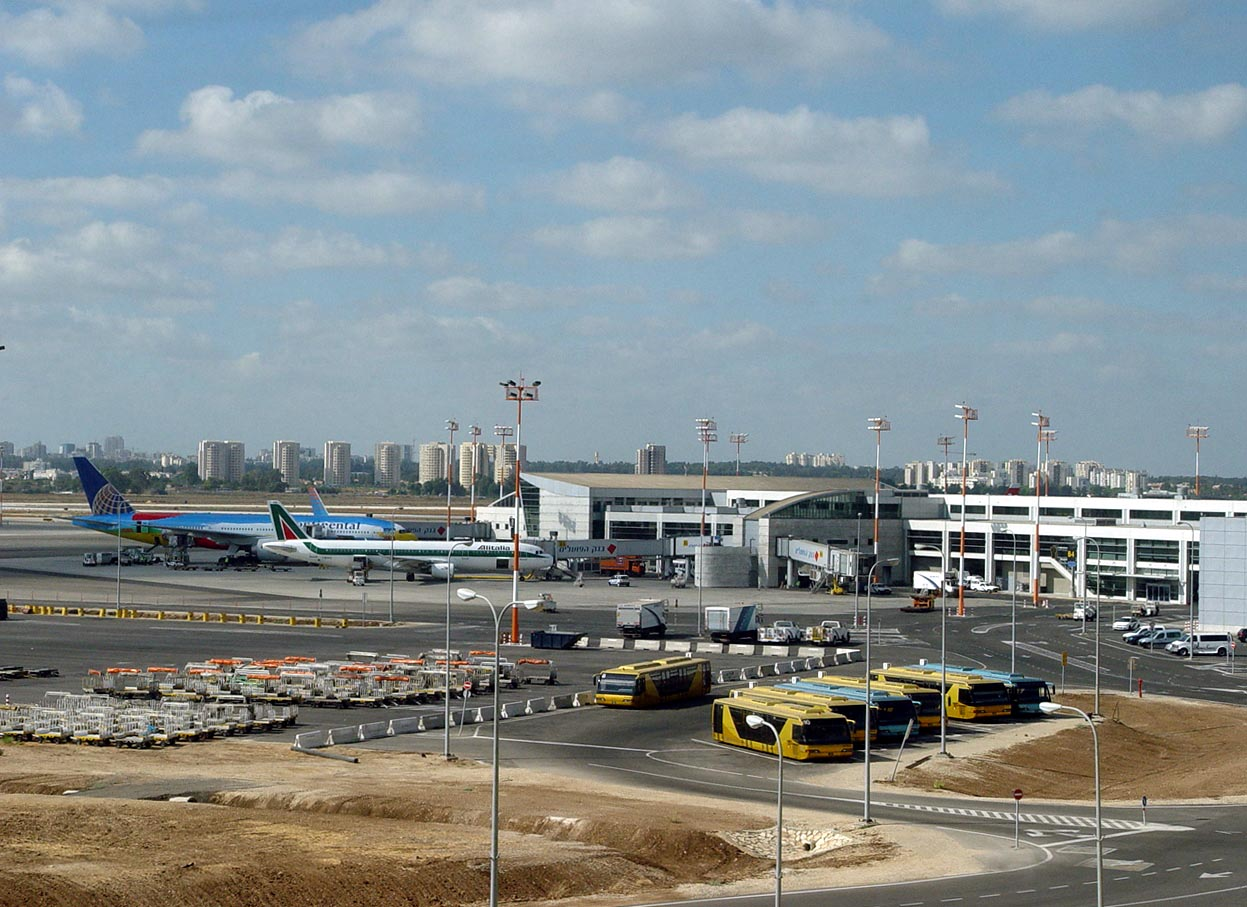
벤구리온 국제공항 활주로
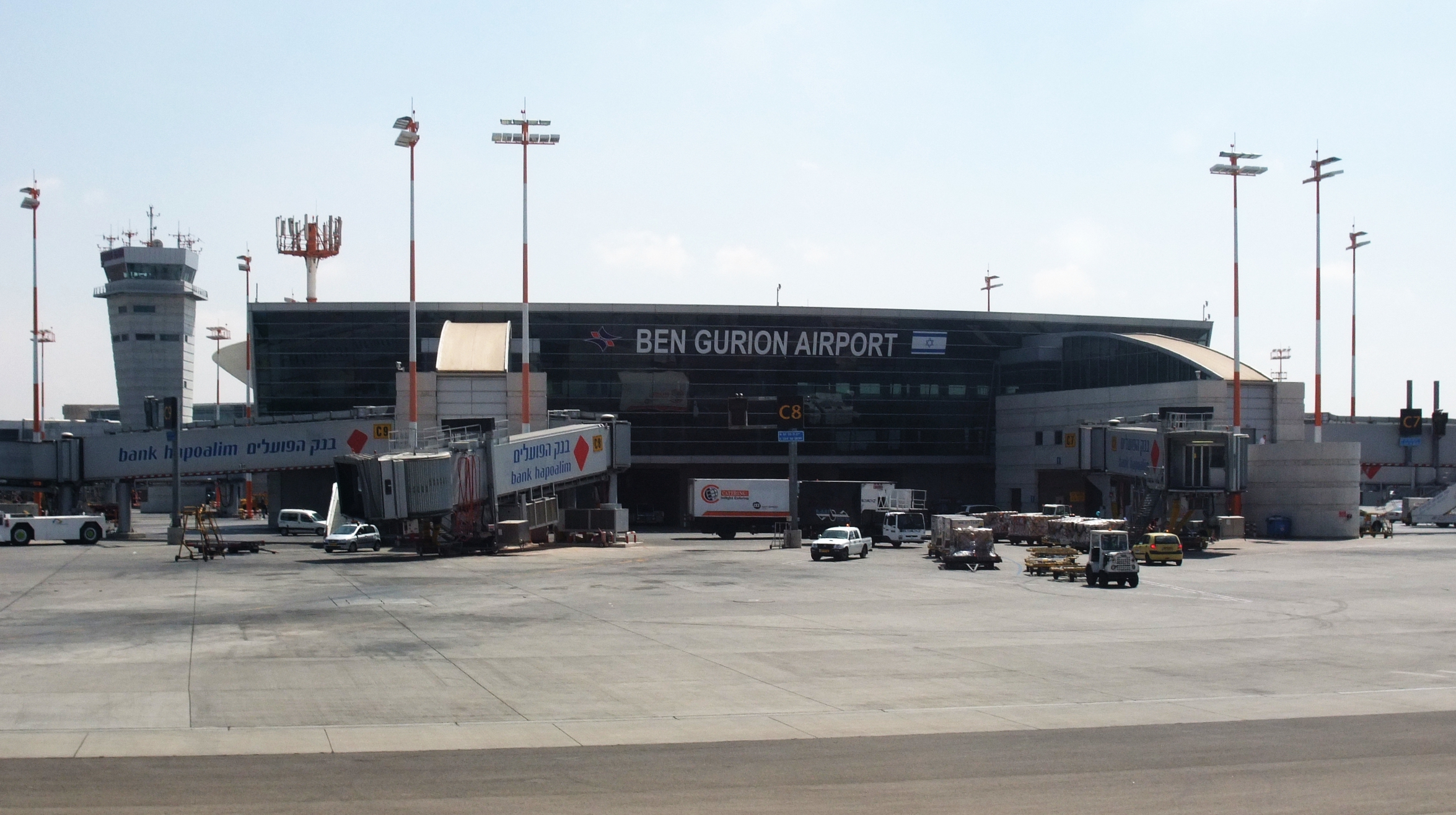
벤구리온 국제공항 터미널
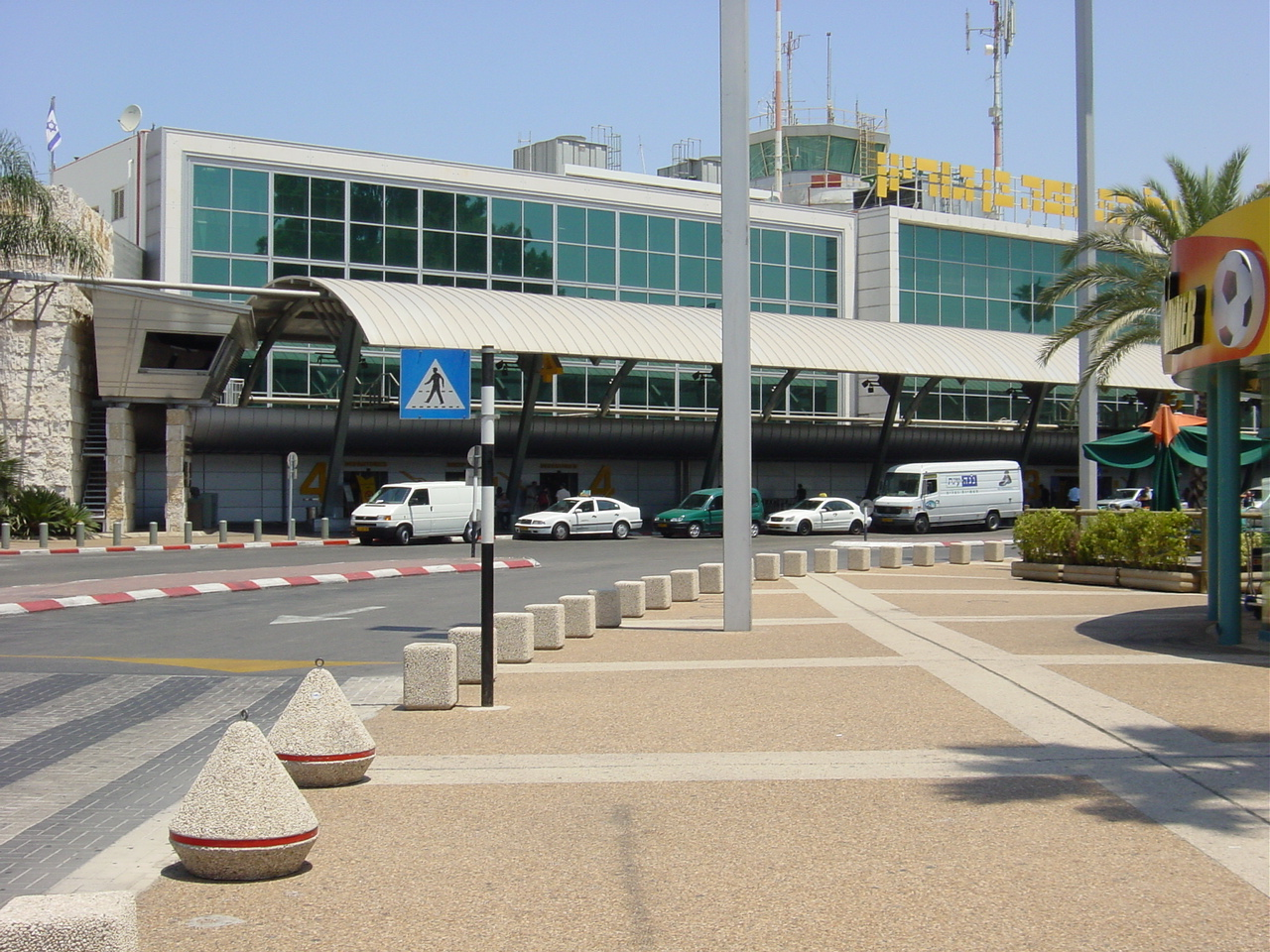
벤구리온 국제공항 1 터미널
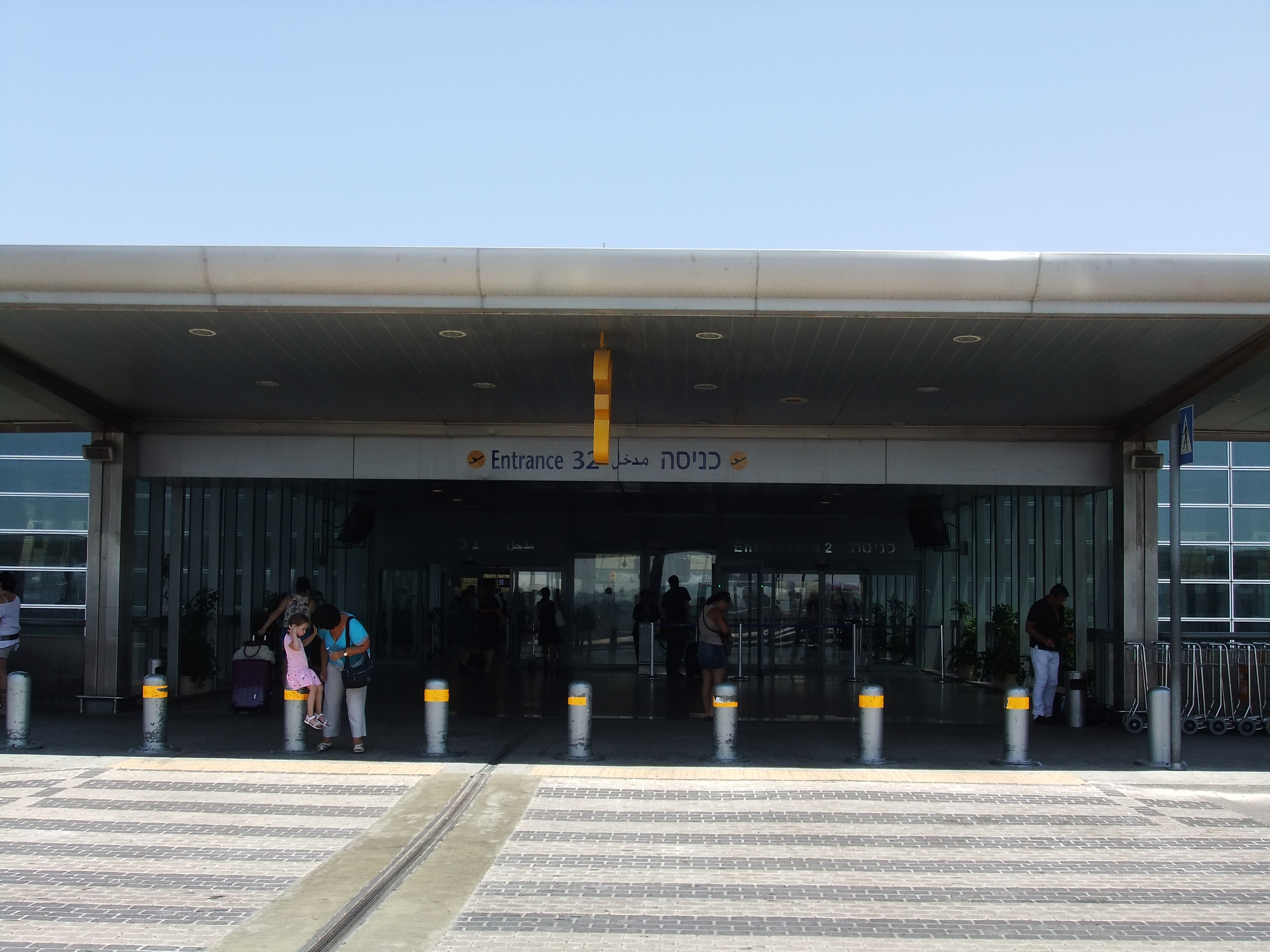
벤구리온 국제공항 3 터미널
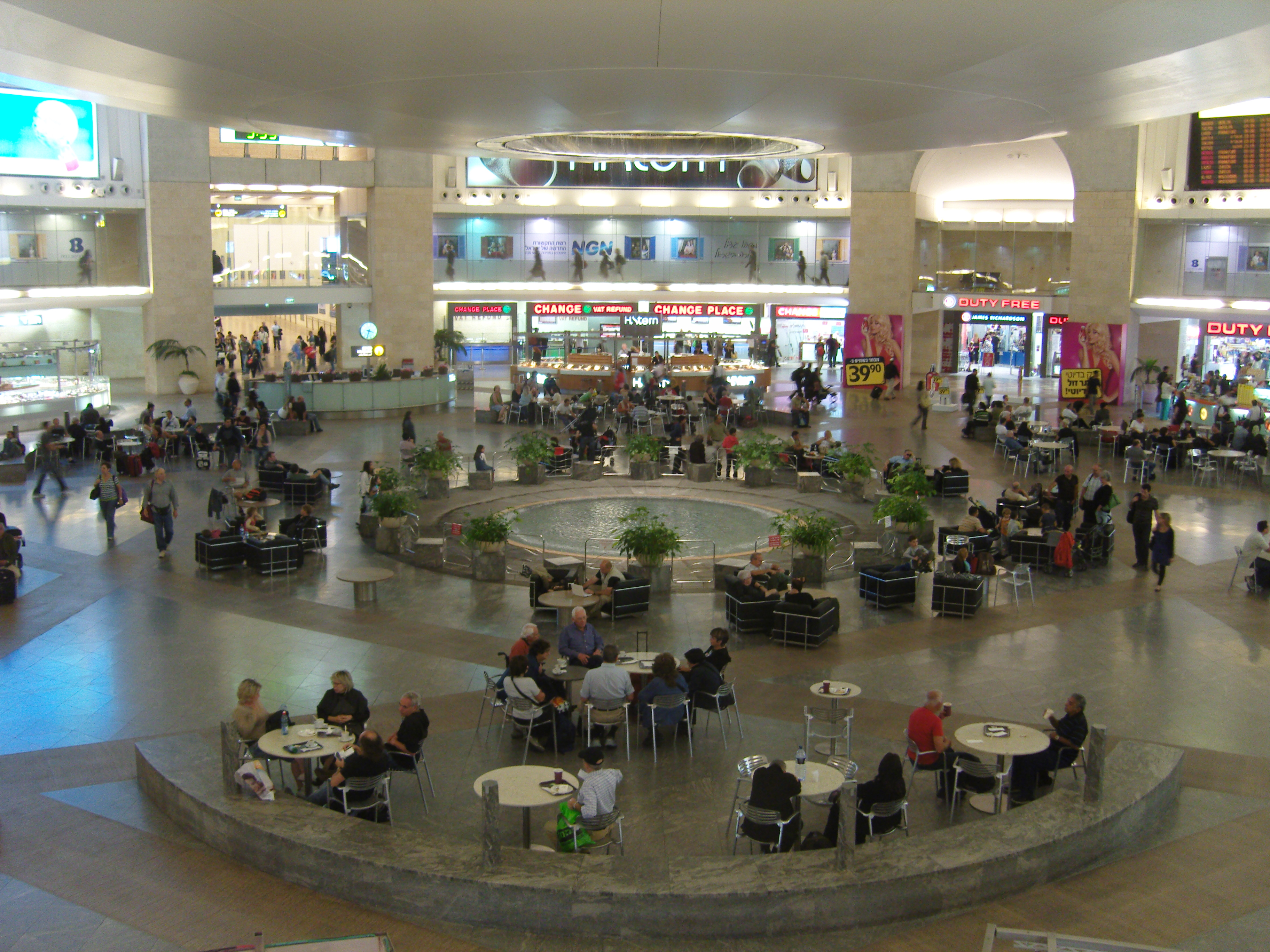
벤구리온 국제공항 실내